# 1630년
1630년은 화요일로 시작하는 평년이다.

## 연호
- 명(明) 숭정(崇禎) 3년
- 후금(後金) 천총(天聰) 4년
- 일본(日本) 간에이(寛永) 7년
- 후 레 왕조(後黎朝) 득롱(德隆) 2년

## 기년
- 류큐(琉球) 쇼호왕(尚豊王) 10년
- 명(明) 의종 숭정제(毅宗 崇禎帝) 3년
- 후금(後金) 태종 천총가한(太宗 天聰可汗) 4년
- 조선(朝鮮) 인조(仁祖) 8년
- 후 레 왕조(後黎朝) 신종(神宗) 12년

## 사건
- 조선의 인조의 셋째 아들 이요가 인평대군에 봉해지다.
- 정두원이 진주사(陳奏使)로 명나라에 갔다.

## 사망
- 11월 9일 - 일본 센고쿠 시대 무장 도도 다카토라
- 11월 15일 - 독일 천문학자 요하네스 케플러.